# Barão de Monte Santo
Barão de Monte Santo é um título nobiliárquico criado por D. Pedro II do Brasil, em favor de Luís José de Oliveira Mendes.
Durante o segundo reinado o título de Barão de Monte Santo, teve três titulares.
Titulares
1. Luís José de Oliveira Mendes (1779—1851);
2. Joaquim Simões de Paiva (1850—1904);
3. Gabriel Garcia de Figueiredo (1816—1895).